# Hardcoded (videojuego)
Hardcoded es un juego de novela visual de simulación de citas eróticas desarrollado y publicado por Ghosthug Games para Windows, macOS y Linux. El juego sigue a una droide llamada HC que huye de sus dueños y se une a la comunidad trans local.
La desarrolladora principal Kenzie Wintermelon se sintió inicialmente motivada a crear Hardcoded para apuntar a la comunidad fetichista futanari cisgénero y mostrarles que volverse trans era una opción para ellos. Ella y su desarrolladora conjunta Trix Royal querían crear un juego que mostrara aspectos positivos de la comunidad transgénero. El desarrollo de Hardcoded está en curso y está respaldado por donaciones de Patreon.
Hardcoded ha sido generalmente bien recibido, con críticos destacando su representación positiva de la comunidad transgénero y su escritura pulida.

## Jugabilidad
En Hardcoded, el jugador controla una droide, conocida como "Hard Coded" o HC para abreviar, porque su deadname masculino hecho en fábrica está "codificado" en ella y no puede cambiarlo. HC se escapa de sus dueños y se une a la comunidad trans local en Ciudad Pira al comienzo del juego. GelCorp, una corporación gigante, está infectando a todos con una contaminación que pone cachondos a todos, y HC y sus amigas deciden resolver el misterio.
El juego utiliza controles de aventura de apuntar y hacer clic, donde el jugador hace clic en objetos y personajes del juego para interactuar con ellos. HC puede construir relaciones con los personajes del juego y sigue caminos de progresión de simulador de citas. El juego incluye numerosos encuentros sexuales explícitos con otros personajes a lo largo de su progresión. El jugador puede ganar cupones, una forma de moneda, a través de varias tareas. Los cupones se pueden utilizar para comprar ropa y muebles.

### Personajes
Hardcoded actualmente tiene siete personajes con los que el jugador puede tener una relación íntima: Beryl, Magdalina, Cadence, Decima, Heather, Joi y Olivia. HC conoce a Beryl por primera vez cuando ella lo ayuda a escapar de la policía. Beryl es una bibliotecaria voluntaria tímida y tiene un fuerte instinto maternal. Magdalina es la novia de Beryl, y al principio sospecha de HC. Cadence es una bruja gótica cercana a Decima, y Decima es un droide mecánico con un brazo derecho protésico robótico. Heather es la vecina de al lado de HC, y es una ávida cosplayer y fanática del anime. Joi es un droide sexual como HC, pero es capaz de tener emociones y pensamientos limitados debido a limitaciones de programación. Olivia es una hacker.
El jugador puede tener relaciones íntimas con varios personajes en una sola partida, sin ninguna consecuencia por hacerlo. Además de los encuentros uno a uno, el jugador también podrá tener tríos con ciertos personajes.

## Desarrollo
Hardcoded fue concebido por la diseñadora estadounidense Kenzie Wintermelon, quien lo desarrolló junto con Trix Royale.  Wintermelon y Royale inicialmente querían desarrollar un videojuego desde que se conocieron en la escuela secundaria. Comenzaron a desarrollar el juego en 2017. Wintermelon concibió el juego como una forma de ganar dinero a partir de personas cisgénero con un fetiche futanari o trans, y esperaba que esto hiciera que ser una niña pareciera una "posibilidad real" para ellas. El juego evita intencionalmente fetichizar a la comunidad trans con insultos, transfobia y otro lenguaje y trato despectivo, y Wintermelon escribió Hardcoded para reflejar a la comunidad trans de manera positiva. Wintermelon fue cauteloso al usar la aceptación de una chica trans por parte de su comunidad como una recompensa emocional, e hizo que el personaje principal fuera una droide para crear un amortiguador emocional que se sintiera de alguna manera similar a la alienación que sentían las personas trans, manteniendo al mismo tiempo la atmósfera general más positiva. Al principio, Wintermelon fue cautelosa sobre el contenido que añadía al juego, pero con el apoyo de los patrocinadores ha ampliado su gama para incluir una gama más amplia.  Sus motivaciones para crear el juego han cambiado con su éxito, ya que ganó más de $6,000 por mes gracias al Patreon que apoya el desarrollo de Hardcoded.
Hardcoded fue creado utilizando el motor de juego Godot. El pixel art del juego fue creado por Wintermelon. Ella dibuja obras de arte a mano y las convierte en formato de píxeles. La ambientación ciberpunk se inspiró en Shadowrun, y Wintermelon decidió utilizar una temática ciberpunk para el juego porque "se sintió correcto por alguna razón". Las desarrolladoras intentan dividir el trabajo entre ellas de manera uniforme. Royale trabaja en animaciones de fondo e historias de personajes, mientras que Wintermelon se centra en las escenas lascivas, la animación y la programación. Wintermelon habló sobre su experiencia desarrollando el juego en un panel de PAX East 2020.

## Recepción
En general, Hardcoded ha sido bien recibido, y los críticos de la comunidad trans elogiaron especialmente la escritura inclusiva del juego. Astrid Johnson, de Rock, Paper, Shotgun consideró que el juego era "liberador en su representación de la sexualidad trans" y elogió su guion.  Mark Hill, de Wired, señaló que algunas de las escenas del juego se inclinaban hacia "territorio de ciencia ficción exagerada", pero dijo que el juego funcionó en general porque "es sincero". Jody Macgregor, de PC Gamer, colocó a Hardcoded en una lista de los mejores juegos sexuales, y señaló que tiene una escritura excelente. Ana Valens de The Daily Dot elogió a Hardcoded por abrazar "el deseo sáfico entre mujeres trans sin vergüenza". Kate Gray de Kotaku se hizo eco de este sentimiento, sintiendo que Hardcoded fue una experiencia sexualmente positiva para la comunidad trans.